# Moraga
Moraga est une ville du comté de Contra Costa, en Californie, aux États-Unis.
Elle est le résultat de la fusion des localités de Moraga Town, Rheem et Rheem Valley.
Moraga fait partie de la région de la baie de San Francisco. La ville est située à côté de Lafayette et Orinda.
La ville est nommée d'après Joaquin Moraga, fils de José Joaquín Moraga (en) et second de Juan Bautista de Anza.
On y trouve le Saint Mary's College of California, université privée catholique.

## Personnalités
- Joseph Worsley (1997-), joueur de volley-ball, est né à Moraga.

## Démographie
| 1970   | 1980   | 1990   | 2000   | 2010   | - |
| ------ | ------ | ------ | ------ | ------ | - |
| 14 205 | 15 014 | 15 852 | 16 290 | 16 016 | - |